# Гуарда (округ)
Округ Гуарда (порт. Distrito da Guarda) — округ в восточной Португалии.
Округ состоит из 14 муниципалитетов. Распределён между 2 статистическими регионами: Северный регион, Центральный регион. Распределён между 4 статистическими субрегионами: Бейра-Интериор-Норте, Дан-Лафойнш, Доуру, Серра-да-Эштрела. В состав округа входит также городская агломерация Большое Визеу. Ранее входил в состав провинции Бейра-Алта и Траз-уж-Монтеш-и-Алту-Дору Территория — 5536 км². Население — 160 939 человек (2011). Плотность населения — 29,07 чел./км². Административный центр — город Гуарда.

## География
Регион граничит:
- на севере — округ Браганса
- на востоке — Испания
- на юге — округ Каштелу-Бранку
- на западе — округа Коимбра и Визеу

## Муниципалитеты
Округ включает в себя 14 муниципалитетов:
1. Гуарда
2. Агиар-да-Бейра
3. Говейя
4. Транкозу
5. Сабугал
6. Селорику-да-Бейра
7. Алмейда
8. Вила-Нова-де-Фош-Коа
9. Форнуш-де-Алгодреш
10. Пиньел
11. Фигейра-де-Каштелу-Родригу
12. Мантейгаш
13. Меда
14. Сейя